# Cadole
Cadole (Ausspracheⓘ) ist ein Dorf auf der Grenze der beiden Principal Areas Denbighshire und Flintshire in Nordwales. Folglich gehört der Nordteil zur Community Gwernymynydd in Flintshire und der Südteil zu Llanferres in Denbighshire.

## Geographie
Das Dorf Cadole liegt in Nordwales wenige Kilometer östlich von Mold direkt auf der Grenze der beiden Communitys Gwernymynydd im Norden und Llanferres im Süden sowie den beiden Principal Areas Flintshire und Denbighshire. Die Grenze verläuft entlang der A494 road, die in Ost-West-Ausrichtung durch das Dorf verläuft. Die Häuser gruppieren sich beiderseits der Straße sowie auf der Nordseite in mehreren einmündenden Straßen. Unweit nordöstlich des Dorfes liegt der 285 Meter hohe Berg Gwern-y-mynydd, unweit nordwestlich die Erhebung Cefn Mawr oberhalb des River Alun. Cadole selbst liegt auf etwa 222 Metern Höhe.

## Infrastruktur und Verkehr
Cadole hat mit dem Colomendy Arms einen eigenen Pub. In Cadole halten mehrere Buslinien, unter anderem mit Verbindungen nach Mold, Ruthin und Chester.